# 빌럼 1세
빌럼 1세(네덜란드어: Willem Frederik Prins van Oranje-Nassau, 1772년 8월 24일 ~ 1843년 12월 12일)는 네덜란드 연합 왕국 오라녜나사우 왕가의 초대 국왕(1815~1840)이며, 룩셈부르크의 대공을 겸하였다. 프랑스의 통치에서 벗어난 후, 상공업의 부흥을 일으키기로 유명하였다.
헤이그에서 오라녜 공 빌럼 5세 판 오라녜나사우의 아들로 태어났다. 1795년 프랑스가 네덜란드 공화국을 침공하자, 가족과 함께 영국으로 망명하였다. 1809년 나폴레옹 1세에 대항하는 데 오스트리아군에 복무한 이외에는 1812년 프로이센의 궁정에서 망명생활을 하였다.
1813년에 네덜란드인들이 프랑스 통치에 저항하자, 빌럼은 네덜란드 공화국의 주권적 왕자가 되는데 지방자치제 정부의 마련을 받아들였다. 1815년 네덜란드 연합 왕국(벨기에와 룩셈부르크까지 포함)의 초대 국왕이 되었다. 국왕에 오르자마자, 국가의 경제 부흥 프로그램을 세웠다. 1822년 은행을 설립하여 벨기에의 산업 확대에 재정을 세우고, 1824년 네덜란드 무역 사회를 이루어 나라의 북부에서 장거리 상업을 촉진하였다. 벨기에와 네덜란드 사이에 국회에서 동등한 대표권이 주어지고 동등한 세금을 받아들이자, 벨기에인들은 네덜란드 북부와의 연합에 반대하였다.
벨기에의 로마 가톨릭교회 성직자들은 빌럼의 교회 문제에서 국가 주권의 정책에 의하여 이간되었다. 그는 겐트, 루뱅, 리에주에 대학교들을 세우기도 하였다.
벨기에의 자유주의와 가톨릭 당파들은 1828년에 가입된 빌럼 1세의 통치에 반대하였고, 그에게 정치와 종교적 대혁을 청원하였다. 1830년 7월에 일어난 7월 혁명에 영감을 받자, 다음 달에 브뤼셀에서 반란이 일어났다. 군사적 성공 후에 유럽의 열강들이 회의를 가져 1831년 1월에 벨기에를 독립국으로 선언할 것을 결정하였다.
그는 벨기에를 네덜란드와 갈라지는 것을 받아들이는 데 거부하였다. 네덜란드 국민들이 그의 정책에 반대하자, 그는 1840년 10월에 퇴위하고 베를린으로 망명하여 그곳에서 사망하였다.